# Макарове (Богодухівський район)
Мака́рове — село в Україні, у Золочівській громаді Богодухівського району Харківської області. Населення становить 300 осіб.

## Географія
Село Макарове знаходиться на правому березі річки Лопань, вище за течією на відстані 1,5 км розташоване село Турове, нижче за течією на відстані 2 км розташоване село Цупівка (колишня Чайківка), на протилежному березі розташовано селище Нова Козача, у якому є залізнична станція Нова Козача (Платформа 774 км).

## Історія
Село постраждало внаслідок геноциду українського народу, вчиненого урядом СРСР у 1932—1933 роках, кількість встановлених жертв у Макаровому, Світличному, Дуванці, Соснівці — 43 людей.
12 червня 2020 року, розпорядженням Кабінету Міністрів України № 725-р «Про визначення адміністративних центрів та затвердження територій територіальних громад Харківської області», увійшло до складу Золочівської селищної громади.
19 липня 2020 року, в результаті адміністративно-територіальної реформи та ліквідації Золочівського району, село увійшло до складу Богодухівського району.

## Також
- Перелік населених пунктів, що постраждали від Голодомору 1932—1933 (Харківська область)